# Черняевка (Тамбовский район)
Черняевка — деревня в Тамбовском районе Тамбовской области России. Входит в Авдеевский сельсовет.

## География
Расположена у автотрассы Р119, при речке Матыра, примерно в 3 км к востоку от села Авдеевка.

## Население
| 2010 |
| ---- |
| 50   |

## Инфраструктура
Личное подсобное хозяйство.
Основа экономики — сельское хозяйство.

## Транспорт
Деревня доступна автотранспортом. Остановка общественного транспорта «Черняевка».